# Сьерра, Леонардо
Леонардо Сьерра Сепульведа (исп. Leonardo Sierra Sepúlveda, род. 10 октября 1968 в Санта-Крус-де-Мора, Венесуэла) — венесуэльский профессиональный шоссейный велогонщик. Участник летних Олимпийских игр 1988 года. Победитель этапа Джиро д’Италия 1990 года. Двукратный чемпион Венесуэлы с групповой гонке.

## Победы
| 1987 - Вуэльта Трухильо — генеральная классификация 1988 - Вуэльта Тачиры — этап 4 1990 - Джиро дель Фриули - Джиро д’Италия — этап 17 - Вуэльта Тачиры — этапы 4, 7, 9 и 11 1991 - Чемпион Венесуэлы в групповой гонке - Джиро дель Трентино | 1992 - Чемпион Венесуэлы в групповой гонке - Гран-при Прато 1993 - Гран-при Кофе Колумбии — пролог - Вуэльта Тачиры — этапы 2, 4, 5, 7 и генеральная классификация |

## Статистика выступлений наГранд Турах
| Гранд Тур | 1990 | 1991 | 1992 | 1993 | 1994 | 1995 |
| --------- | ---- | ---- | ---- | ---- | ---- | ---- |
| Джиро     | 10   | 7    | сход | 39   | 63   | -    |
| Тур       | -    | -    | -    | 34   | -    | 50   |
| Вуэльта   | -    | -    | -    | -    | -    | DSQ  |

DSQ — дисквалификация